# Károly Güttler
Károly Güttler, född 15 juni 1968 i Budapest, är en ungersk före detta simmare.
Güttler blev olympisk silvermedaljör på 200 meter bröstsim vid sommarspelen 1996 i Atlanta.